# Engelsborg (Slotø)
 For alternative betydninger, se Engelsborg. (Se også artikler, som begynder med Engelsborg)
Engelsborg (betegnes også Engelborg og Engelskborg) er en slotsruin fra 1500-tallet på øen Slotø i Nakskov Fjord, som først og fremmest fungerede som skibsværft for den kongelige danske flåde. Det er det eneste bevarede orlovsværft fra middelalderen i Nordeuropa.

## Fæstning og skibsværft
Slotø blev købt af kong Hans af Danmark i 1508 eller 1509 med det formål at bruge øen som et skibsværft til opbyggelsen af en stor flåde. Det skete sandsynligvis på grund af forventningen om en forestående krig med Hanseforbundet, fordi kongen havde tilladt andre nationer at passere Øresund og dermed konkurrere om handlen i Østersøen. 
Allerede fra den tidligste tid har skibsbygning været hovedformålet, og borgen blev da også bygget med to store befæstede arme omkring beddingen gående ned til strandkanten fra det cirkelrunde fæstningstårn i V-form. For enden lå ude i fjorden de såkaldte bradbænke, som muliggjorde slutaptering og udrustning af nybygninger samt reparation af skibe.
Selve borgen havde et mindst toetagers tårn med en voldgrav placeret syd for som beskyttelse mod angreb fra land, samt en ydre voldgrav, der gik fra flankemur til flankemur. Den ydre voldgrav havde ingen forbindelse til fjorden. Engelsborg kunne kun anløbes via bradebænkene.
Historikeren Arild Huitfeldt skriver, at der straks blev bygget to store orlogsskibe kaldet "Engelen" og "Maria", men det er kun "Engelen", der med stor sandsynlighed er bygget som råskib på Slotø og slutudrustet i Sønderborg i foråret og sommeren 1510. "Engelen" var det største orlogsskib, som var bygget i Europa, og da "Engelen" senere blev udlejet til hertugen af Geldern i Nederlandene, blev det anvendt til at transportere den habsburgske tronarving, den senere kejser Karl 5.."Engelen" vendte aldrig tilbage til Danmark.
Borgen fungerede som et administrativt centrum, da det 1510-1523 var hovedgård for Lollands Nørre og Sønder herreder. Kongen opholdt sig lejlighedsvis på borgen.
I 1534 blev fæstningen erobret af lybækkerne, som sammen med danske bønder, der var vrede over afskovningen af Lolland, brændte anlægget af. Det blev på danske hænder efter fredsslutningen.
Christian 4. benyttede fra 1624 beddingen og den store bradebænk på Engelsborg, suppleret med en række nyopførte værksteder og boliger, som skibsværft, og cirka ti store orlogsskibe blev bygget på øen til 1633. Derefter blev Slotø forladt, og sten fra ruinen blev brugt til reparation af Nykøbing Slot. Bønderne i området fik tilladelse til at hente sten til deres egne byggeprojekter, hvilket førte til, at anlægget endte i den forfatning, som Marius Hansen i 1944 fandt det i.

## Nyere tid
Lektor Marius Hansen, Nakskov Gymnasium, udgravede borgen i 1944-1947 og fastslog stedets vigtige betydning for søfartshistorien. På grund af sejlløbets store dybde ved ruinen blev tyske fragtskibe opankret ved øen i slutningen af 2. verdenskrig. Den 3. maj 1945 lå tre ØK-fragtskibe Java, Falstria og Jutlandia opankret i sejlløbet ud for øen, da ni canadiske mosquitojagerfly angreb og bombede dem. 'Java sank, men de to andre led kun mindre skader. Jutlandia blev efter ombygning til hospitalsskib, Danmarks FN-bidrag til Koreakrigen.
1985-2005 har der løbende været restaureringsarbejder på stedet, hvilket har fået den til at fremstå som en af Danmarks mere velbevarede slotsruiner med mange synlige rester af både selve tårnet og de to befæstede flankemure.

## Eksterne links
- Engelsborg (Slotø) i Slots- og Kulturstyrelsens database
- Nakskov Fjord med Slotø og Engelskborg (Webside ikke længere tilgængelig)
- Om Engelsborg Arkiveret 9. december 2013 hos  Wayback Machine

54°50′32″N 11°03′30″Ø / 54.8421°N 11.0582°Ø